# محوطه قارلق
محوطه قارلق مربوط به سده‌های میانه دوران‌های تاریخی پس از اسلام است و در شهرستان بجنورد، بخش گرمخان، دهستان گرمخان، ۲۰۰ متری غرب روستای قارلق واقع شده و این اثر در تاریخ ۲۷ بهمن ۱۳۸۷ با شمارهٔ ثبت ۲۴۶۵۵ به‌عنوان یکی از آثار ملی ایران به ثبت رسیده است.